# Franziska Buch
Pour les articles homonymes, voir Buch.
Franziska Buch, née le 15 novembre 1960 à Stuttgart, est une réalisatrice, scénariste et productrice de cinéma ouest-allemande puis allemande.

## Biographie
Franziska Buch a étudié la philosophie et la philologie allemande à l'université de Stuttgart et à la Sapienza de Rome. Elle a terminé ses études avec une maîtrise. En 1986, elle a intégré la Hochschule für Fernsehen und Film München à Munich. Pour son premier film Die Ordnung der Dinge, elle reçoit le prix du court-métrage allemand à Berlin en 1987. Un an plus tard, elle réalise le téléfilm de 45 minutes Mort d'un idiot, produit en coopération avec BR Fernsehen. Son film Die ungewisse Lage des Paradieses, un film pour enfants, traite d'une fillette qui fuit la réalité pour se réfugier dans un monde onirique. Le film a été présenté en première en 1993 et est considéré comme son véritable premier long métrage.
Depuis 1991, Franziska Buch travaille en indépendante comme scénariste et réalisatrice. Elle a écrit des scénarios pour différentes séries policières allemandes, comme O.K. (1993/1994, Bavaria Film) et Faust (1994/1995, ZDF).

## Filmographie
- 1987 : Die Ordnung der Dinge
- 1992 : Die ungewisse Lage des Paradieses
- 2001 : Émile et les Détectives (Emil und die Detektive)
- 2003 : Une femme sans attache (Unsre Mutter ist halt anders) — téléfilm
- 2004 : Bibi Blocksberg et le Secret des chouettes bleues (Bibi Blocksberg und das Geheimnis der blauen Eulen)
- 2007 : Angsthasen (de) — téléfilm
- 2008 : Les Contes de Grimm : le Roi grenouille (de) (Der Froschkönig) — téléfilm
- 2010 : Hier kommt Lola! (de)
- 2012 : Yoko (de)
- 2013 : Adieu Paris
- 2014 : Käthe Kruse (de)
- 2015 : Eine wie diese (de) — téléfilm
- 2016 : Conni & Co (de)
- 2017 : Die Diva, Thailand und wir! (de)
- 2022 : Das Wunder von Kapstadt (de) — téléfilm